# 筑後地方
筑後地方（ちくごちほう）は、福岡県を4つに分割した地域（福岡・北九州・筑豊）のうちの一つで、県南部地域の呼称。

## 概要
| 福岡地域 筑後地域 | 北九州地域 筑豊地域 |

福岡県 地域区分図
福岡地域
筑後地域
北九州地域
筑豊地域
（濃色が市部、淡色が郡部）

核となる都市には久留米市・大牟田市・柳川市などがあり、そのうち久留米市が筑後地方で最大の都市である。

## 範囲
筑後地方の範囲は、旧筑後国の領域を指す場合（狭義）と、旧筑前国に属するものの筑後川流域である朝倉市や朝倉郡を含める場合（広義）とがある。

### 狭義の範囲
- 大牟田市
- 久留米市
- 柳川市
- 八女市
- 筑後市
- 大川市
- 小郡市
- うきは市
- みやま市
- 三井郡（大刀洗町）
- 三潴郡（大木町）
- 八女郡（広川町）

### 広義の範囲
上記に以下の市町村を加えた地域である。
- 朝倉市
- 朝倉郡（筑前町・東峰村）

### 天気予報
天気予報の一次細分区域は、上記広義の範囲による。また、二次細分区域は以下のとおり。
- 筑後北部：久留米市、小郡市、うきは市、朝倉市、朝倉郡、三井郡
- 筑後南部：大牟田市、柳川市、八女市、筑後市、大川市、みやま市、三潴郡、八女郡

## 地域の特徴
久留米市・柳川市・筑後市など、西鉄沿線やJR鹿児島本線沿線を中心に宅地開発が進んでいる。中でも福岡地方に属する筑紫野市との境界付近に開発された小郡市の小郡・筑紫野ニュータウンは有名であり、福岡市・久留米市のベッドタウンとして発展している。
また、最南端に位置する大牟田市は、隣接する熊本県の荒尾市や南関町との結びつきが強く、特に荒尾市とは人口集中地区（DID）が連続している。
福岡県道の一般県道は700～800番台が使われる。
一次産業
筑後川・矢部川流域では、筑紫平野の肥沃な土壌の恵みにより農業が盛んである。また、有明海では海苔の養殖をはじめとした有明海特有の漁業が見られる。
二次産業
大牟田市では重化学工業が盛んである。さらに久留米市・筑後市の久留米絣や大川市の木工産業（大川家具）、八女市の八女提灯といった伝統的な特色ある工業も発達している。
三次産業
筑後地方最大の都市である久留米市には商業・サービス業が多数集積しているほか、大牟田市についても大牟田都市圏の中心としての商業・サービス業の集積がある。また、柳川市は柳川・大川地域の、筑後市は八女地域の中心的役割を担っている。

## 行事
- 加茂神社夏祭（浮羽郡）[4]
- 福島浅草　観世音夏祭（浮羽郡　山春村山北）[5]
- 徳満宮の祭（八女郡福島町　西公園）[6]

## 大学
- 九州情報大学小郡キャンパス（小郡市）
- 久留米大学（久留米市）
- 久留米工業大学（同上）
- 国際医療福祉大学福岡県大川キャンパス（大川市）
- 保健医療経営大学（みやま市）
- 帝京大学福岡キャンパス（大牟田市）

## 高等専門学校
- 久留米工業高等専門学校（久留米市）
- 有明工業高等専門学校（大牟田市）

## 高等学校
- 福岡県立明善高等学校（久留米市）
- 久留米市立久留米商業高等学校（久留米市）
- 福岡県立久留米高等学校（久留米市）
- 久留米市立南筑高等学校（久留米市）
- 福岡県立久留米筑水高等学校（久留米市）
- 福岡県立三潴高等学校（久留米市）
- 久留米大学附設高等学校（久留米市）
- 久留米学園高等学校（久留米市）
- 久留米信愛高等学校（久留米市）
- 祐誠高等学校（久留米市）
- 久留米市外三市町高等学校組合立三井中央高等学校（久留米市）
- 福岡県立浮羽工業高等学校（久留米市）
- 福岡県立浮羽究真館高等学校（うきは市）
- 福岡県立小郡高等学校（小郡市）
- 福岡県立朝倉高等学校（朝倉市）
- 福岡県立朝倉東高等学校（朝倉市）
- 福岡県立朝倉光陽高等学校（朝倉市）
- 福岡県立八女工業高等学校（筑後市）
- 福岡県立八女高等学校（筑後市）
- 福岡県立福島高等学校（八女市）
- 福岡県立八女農業高等学校（八女市）
- 八女学院高等学校（八女市）
- 西日本短期大学付属高等学校（八女市）
- 福岡県立伝習館高等学校（柳川市）
- 柳川高等学校（柳川市）
- 杉森高等学校（柳川市）
- 福岡県立大川樟風高等学校（大川市）
- 福岡県立山門高等学校（みやま市）
- 福岡県立大牟田北高等学校（大牟田市）
- 福岡県立ありあけ新世高等学校（大牟田市）
- 福岡県立三池高等学校（大牟田市）
- 福岡県立三池工業高等学校（大牟田市）
- 大牟田高等学校（大牟田市）
- 誠修高等学校（大牟田市）
- 明光学園高等学校（大牟田市）